# Kamenická značka
Jako kamenické značky bývají souhrnně označovány ryté obrazce na povrchu kamenických článků, ačkoliv kromě nejtypičtější identifikace kameníka mohly mít i jiný účel při kamenickém opracování.
Příznačné jsou především pro kamenicky zpracované prvky středověkých staveb (díly klenebních žeber, kvádry).

## Úvod
Kamenické značky vyvolávají přes svou relativní nenápadnost na tělese staveb pozornost uměleckých historiků od samých počátků studia hluboko v 19. století. Působí do jisté míry tajemně, k čemuž často přispívají zjevně mnohoznačné symboly, založené nejednou na komplikovaných geometrických konstrukcích, takže zájem posilovaly bájemi opředené okolnosti fungování zednářských lóží (tradičně proto vyvolávají velký zájem otázky analýzy geometrického/symbolického schématu značek). Záhy se ukazovalo, že kamenické značky mohou být velmi cenným pomocníkem při poznávání práce významných kameníků. Značky se vyskytují na různých místech prvků. Značky kameníků nejčastěji na viditelném líci (na kvádrech od antiky; kamenické značky na věži v opevnění Řeky vybudovaného antického města Velia).
Poziční značky mohou být na líci (ale zejména na klenebních žebrech by nebyly po uložení prvku na ramenát viditelné; pokud by byly vytesány na líci; na kvádrech či dílech svislých profilů by mohly být umístěny na horní ložné ploše, ale to zatím pozitivně doloženo není), známý je podle všeho spíše ojedinělý výskyt na rubové straně (což ovšem může být časem doloženo ve více případech, protože tak značky před vyzděním klenby umožňovaly revizi správného uložení dílů)

## Druhy značek

### Osobní značky, identifikující kameníka, sochaře… (značky, emblémy, jména, iniciály…)
Tomuto tématu již věnovala uměleckohistorická literatura mnoho pozornosti. Zejména od poloviny 14. století lze postupně i na našem území počítat s tím, že hlavně významní kameníci (Petr Parléř) měli osobní značky. Zdá se, že dříve nešlo přímo o osobní značky, protože se vyskytuje málo tvarů, ale o odlišení práce jednotlivců ve skupině kameníků na dané stavbě.

### Montážní/poziční/sesazovací značky
Určují místo prvku ve stavební konstrukci zpravidla v souvislosti s nějakou nedochovanou “projektovou dokumentací”. Případně mohou sloužit k označení vzájemně souvisejících prvků ve stavbě. K tomu měly jednotlivé huti zřejmě odlišné metody. Patrně docházelo i k do jisté míry improvizovaným řešením při netypických úlohách.

### Jiné (např. kvitance, evidence připravených dílů v huti, letopočty aj.)
Např. značky na ložných plochách nemohly být dobře použity jako montážní (po osazení jsou zakryty a neumožňují kontrolu), ani jako osobní (ve většině se jedná o křížky, i když ve starší době ojediněle i výtvarně pojednané; vzácněji se vyskytují značky “T” a “L”; jiné raritně). Vyskytují se také na prvcích, které mají osobní značku kameníka na líci profilu. Proto lze mít za to, že se mohlo jednat o neodstranitelné označení pro evidenci proplacených kusů, případně pro počítání dílů, protože např. pro klenební žebra musela být vytvořena vždy přesná délka oblouku (pokud se nejednalo např. o oblouky skládané z krátkých cihelných tvarovek apod.). Oblouky se však nejspíše skládaly na rýsovací podlaze, takže se “účetní” funkce těchto značek zdá být pravděpodobnější.
Na ložných plochách se nejčastěji nacházejí stopy pracovního rýsování vytvářeného během postupu opracování kamenného bloku. Dále zde mohou být rýhy pro posílení adheze prvků ve spárách, do kterých mohlo být vléváno olovo, pokud byly prvky např. spojeny kovovými trny (např. pruty okenních kružeb).

### Značky netrvanlivé – např. kreslené či malované; dodatečné, graffiti
Na opracovaných prvcích mohly být i nedochované značky provedené barvou. Je pravděpodobné, že relikty, pro středověk zatím neznámé, budou ještě nalezeny.

### Konstrukční, pomocné aj. rysky; rýsovací podlahy
Téma souvisí s kamenickým opracováním – bude (snad) zpracováno samostatně. Týká se přenosu „informací“ od projektu přes vytvoření forem dílů architektonického členění až po montáž výsledné architektonické struktury.

## Metody dokumentace
Vedle syntetických, srovnávacích a monografických studií by bylo třeba věnovat více prostoru systematickému zpřístupňování značek všemi zainteresovanými odborníky. K tomu by bylo namístě vytvořit vhodnou platformu pro publikování a třídění značek pokud možno v celoevropském měřítku. Podmínkou k tomu je také zpracovávání a prezentace dokumentace takovými postupy, které budou co nejsnáze interpretovatelné. Je vhodné pracovat se schematickými nákresy, ale pokud možno vždy by měly být prezentovány objektivní podklady.
Vždy by měly být k dokumentaci využity takové příležitosti, jako je zpřístupnění částí staveb z lešení při opravě.
Dokumentace by měla od počátku zahrnovat veškerou identifikaci zejména z hlediska umístění a použité metody dokumentace, resp. by nutně měla obsahovat informační minimum, které přesně určí pozici (někdy k tomu vystačí i srozumitelná fotografie širších souvislostí místa dokumentace). Např. u kvádrového zdiva je třeba pozici vyznačit alespoň ve schematickém nákresu, v nouzi alespoň slovně (vrstva kvádrového zdiva, kvádr od nároží – ale to je možné, jen pokud jsou spáry jasně viditelné; změřená vzdálenost od soklu a nároží apod.).

### Fotografie
Pro fotografování kamenických značek čitelným způsobem je podmínkou vhodné osvětlení. Pokud dopadá na značky sluneční světlo, lze využít denní dobu, kdy šikmé světlo vrhá do prohlubní stín.
V praxi se zvláště osvědčují šikmo stranou umístěné fotografické blesky. Jejich účinek nelze vždy přesně odhadnout, ale díky digitální technice lze výsledek bezprostředně v terénu ověřit a případně korigovat. Vhodné jsou též šikmo svítící reflektory, ale práce s nimi je poměrně fyzicky náročná. Zpravidla je vhodné značku nasvítit alespoň ze dvou směrů, aby byly stínem zasaženy různě směřující linie.
V praxi se osvědčilo užívat jednotné měřítko (pevné ohnisko a zaostření), čehož lze nejsnáze docílit pomocí vhodné opěry, případně kombinované s fixací světelného zdroje (případně i umožňujícího odstínění přirozeného rozptýleného světla).
Identifikace fotografií detailů kamenických článků či kvádrů činí značný problém. Bohužel běžně dostupná fotografická technika neumožňuje zápis textu ke snímku v terénu. Proto je optimálním řešením přiložit aspoň k některému snímku téže značky čitelný (i když třeba zběžně rukou psaný) popis. V záběru fotografie by vždy, pokud je to jen trochu fyzicky možné, mělo být obsaženo měřítko (je třeba mít je vždy po ruce). Pokud je záměrem zachytit i barevnost kamene, musí být v záběru standardní barevná škála (barevnost prostředí “nevyřeší” ani jakékoliv nastavení barevného vyvážení, ani snímkování “do RAW”!).

### Frotáž
Jsou oceňovány výhody v podobě získání grafického terénního výstupu 1:1. Oblibu zřejmě posiluje pozoruhodný “abstraktní” vzhled výstupu, specifickým způsobem zachycujícího i povrchovou strukturu okolního materiálu. Pro doplnění dokumentace je proto též vhodná.
Do jisté míry je podobné i “tupování” na papír (např. pomocí měkké paličky, jak to bylo popsáno v literatuře). Někdy se zřejmě uplatňuje odlévání (sádra) či vtlačování měkkého plechu apod.

### Průzračná fólie
V případě přímé fyzické dosažitelnosti značky je možnost přímého obkreslení nezastupitelná. Výsledek je přesný. Zpracovatel má možnost hned na místě posoudit, co je výsledkem původního opracování, co je třeba později odštípnuté apod. a může poznatky na fólii hned nějak popsat či graficky vyznačit.
Lze doporučit, aby pokud možno vždy byla pořízena i čitelná fotografie, aby byla zřejmá textura materiálu, charakter opracování a jeho zachování.
Značným usnadněním práce a zpřesněním výsledku může přispět práce v příšeří (v interiéru; v exteriéru např. při zatažené obloze či v podvečer) s využitím pohyblivého zdroje světla, který umožní z různých pozic zvýraznit různé směry rysek a jejich hran, zejména pokud jsou mělké a materiál je hrubý či značně erodovaný.

### 3D scanování
Pokročilá metoda, zatím ovšem značně finančně i organizačně náročná. Obvyklým požadavkům (záznam tvaru značky vyhoví stejně dobře i technicky jednoduché obkreslení na fólii; zdá se ovšem, že precizní zpracování scanů přináší řadu výhod z hlediska “viditelnosti” –Stonehenge; pro běžnou praxi však zatím problematické, spíše pro exkluzívní případy).

### Význam lapidárií pro studium stavebních postupů
V lapidáriích by dokumentace měla být prováděna systematicky a její výsledky publikovány, protože jde o dobře dostupný nezastupitelný zdroj srovnávacího “materiálu” pro prvky dosud osazené ve stavbě.

## Využití při studiu dějin architektury
Má dlouhou tradici (zmíněno výše). Přesto však dodnes relativně malá výtěžnost. Souvisí to mj. s tím, že dosud nebyl nalezen způsob systematického zpřístupňování zpracovaných jednotlivých dokumentací, ačkoliv internet se k tomu přímo nabízí. Výsledky jsou většinou prezentovány jako namátkovitě působící skupinky obrázků ilustrujících monografické či vývojové tištěné studie.

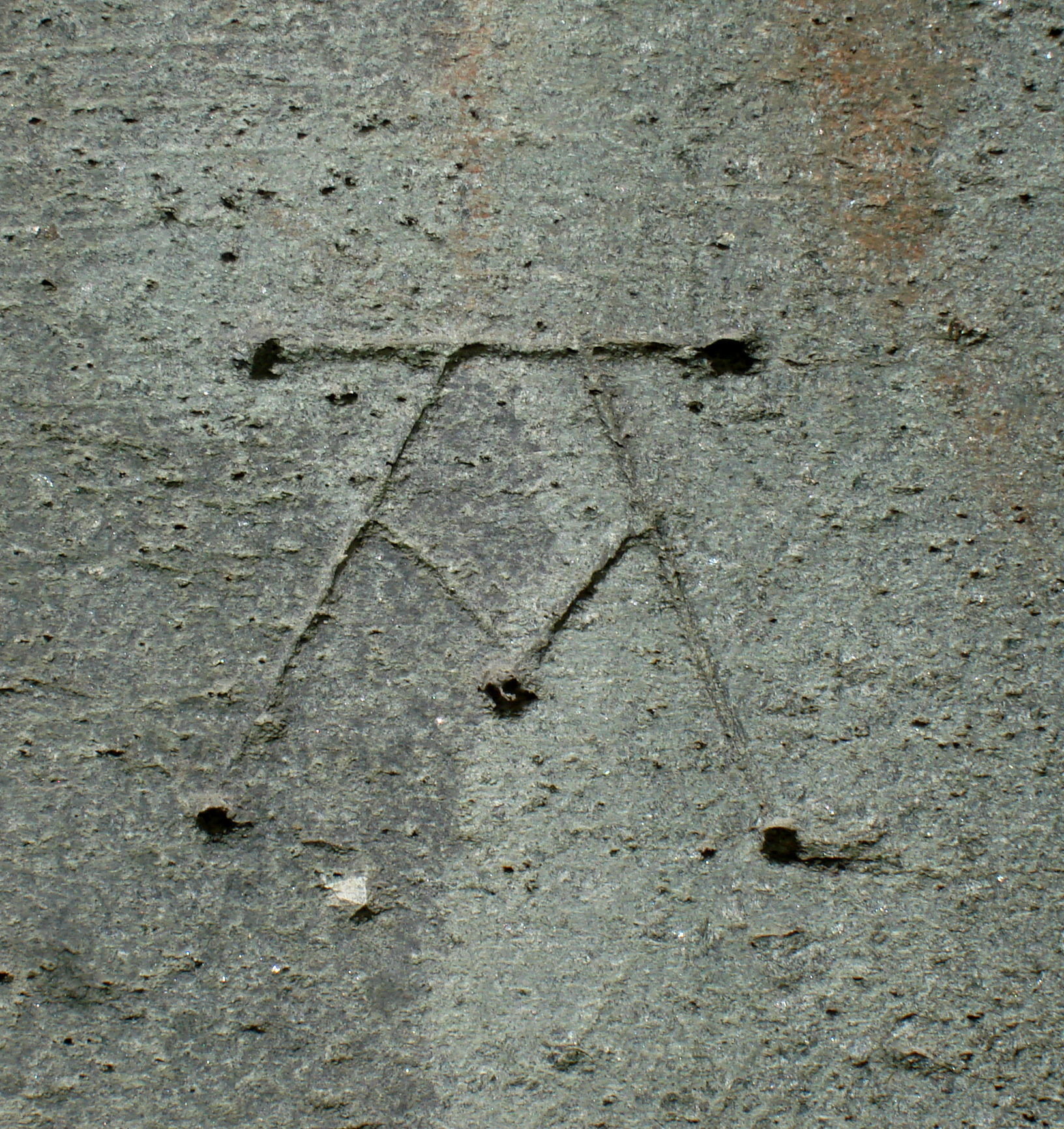
Značka z Nidaroské katedrály, Trondheim, Norsko, pozdní 12. století.
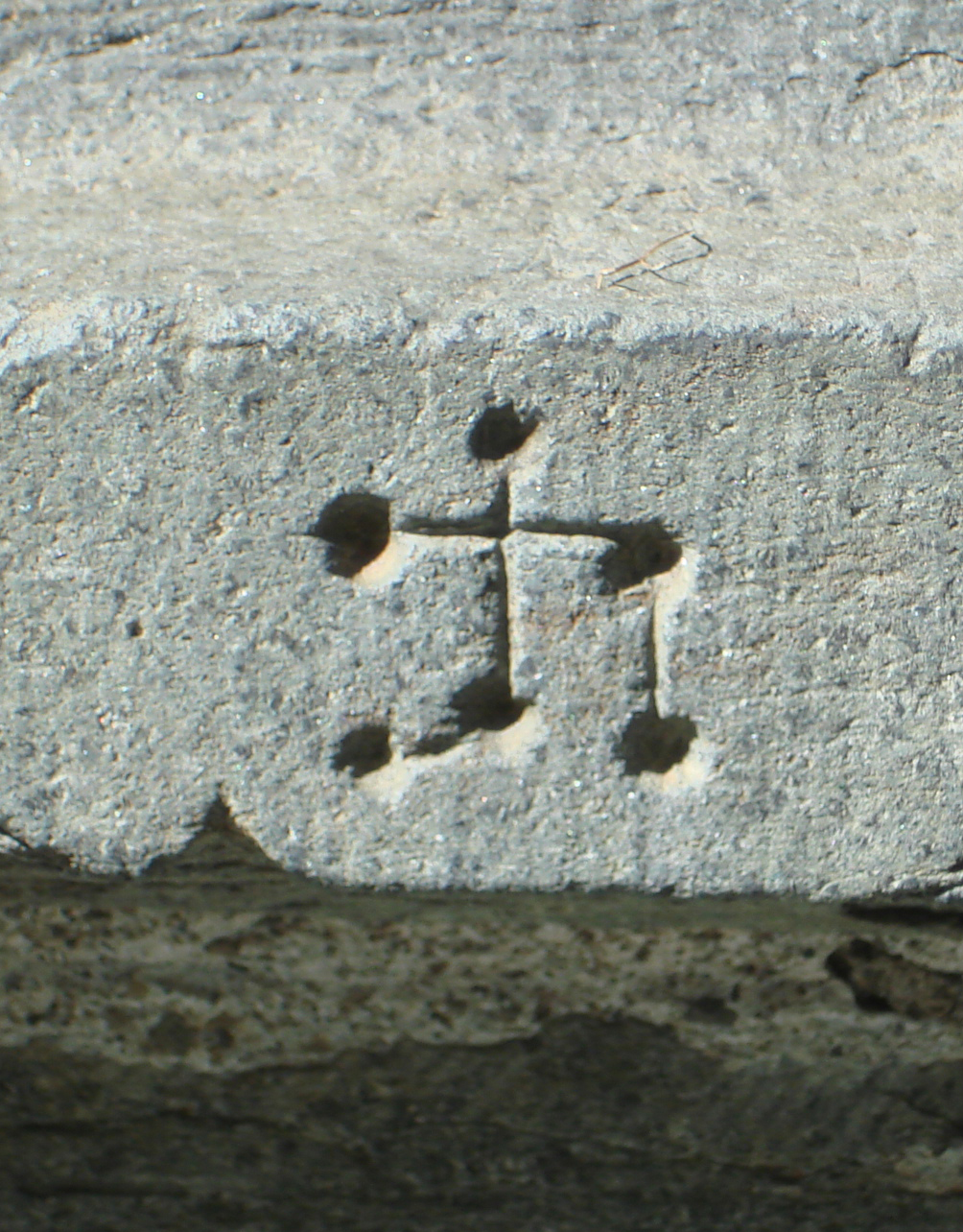
Značka z Nidaroské katedrály, Trondheim, Norsko, rané 14. století.
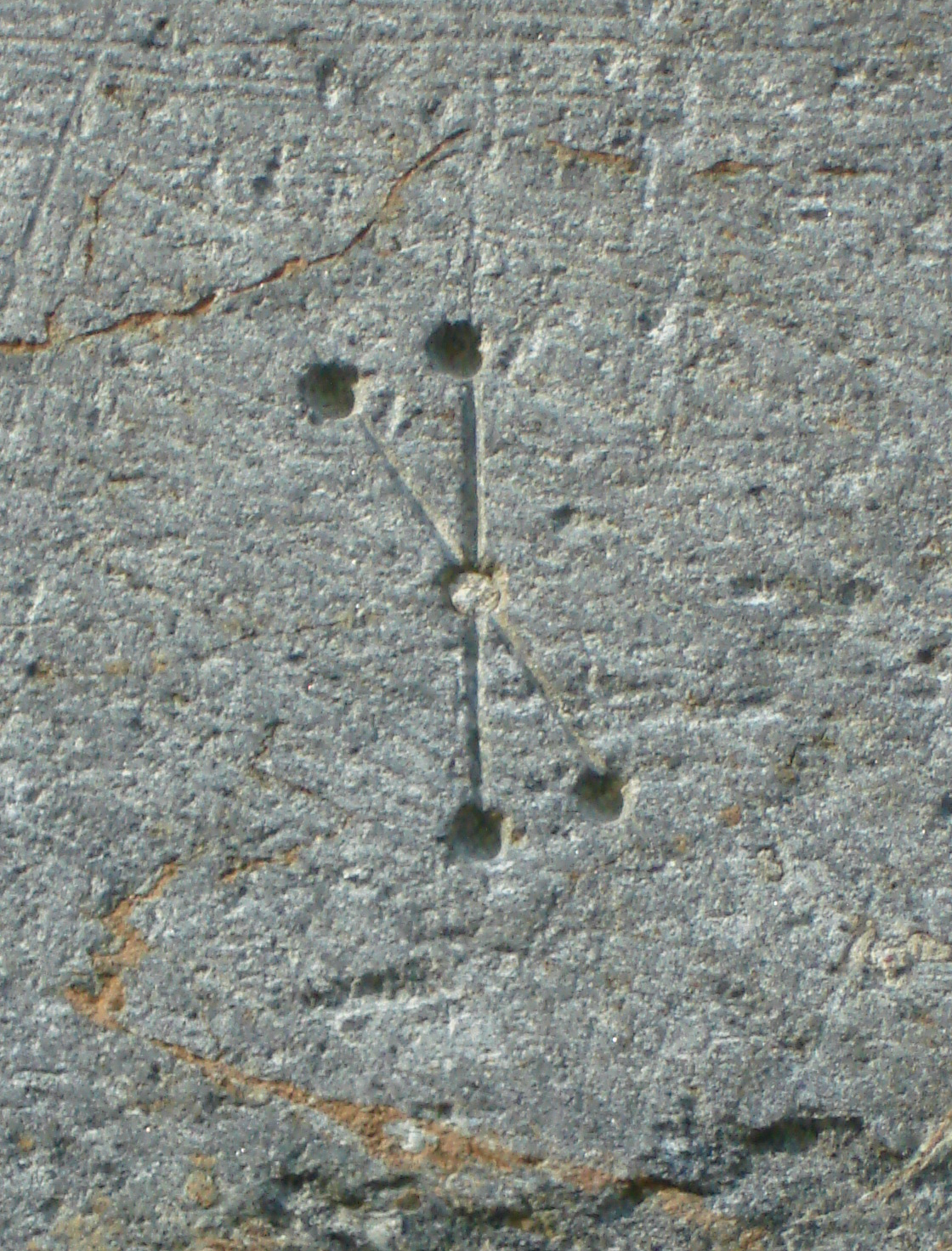
Značka z kostela Vår Frue, Trondheim,Norsko, pozdní 12. století.
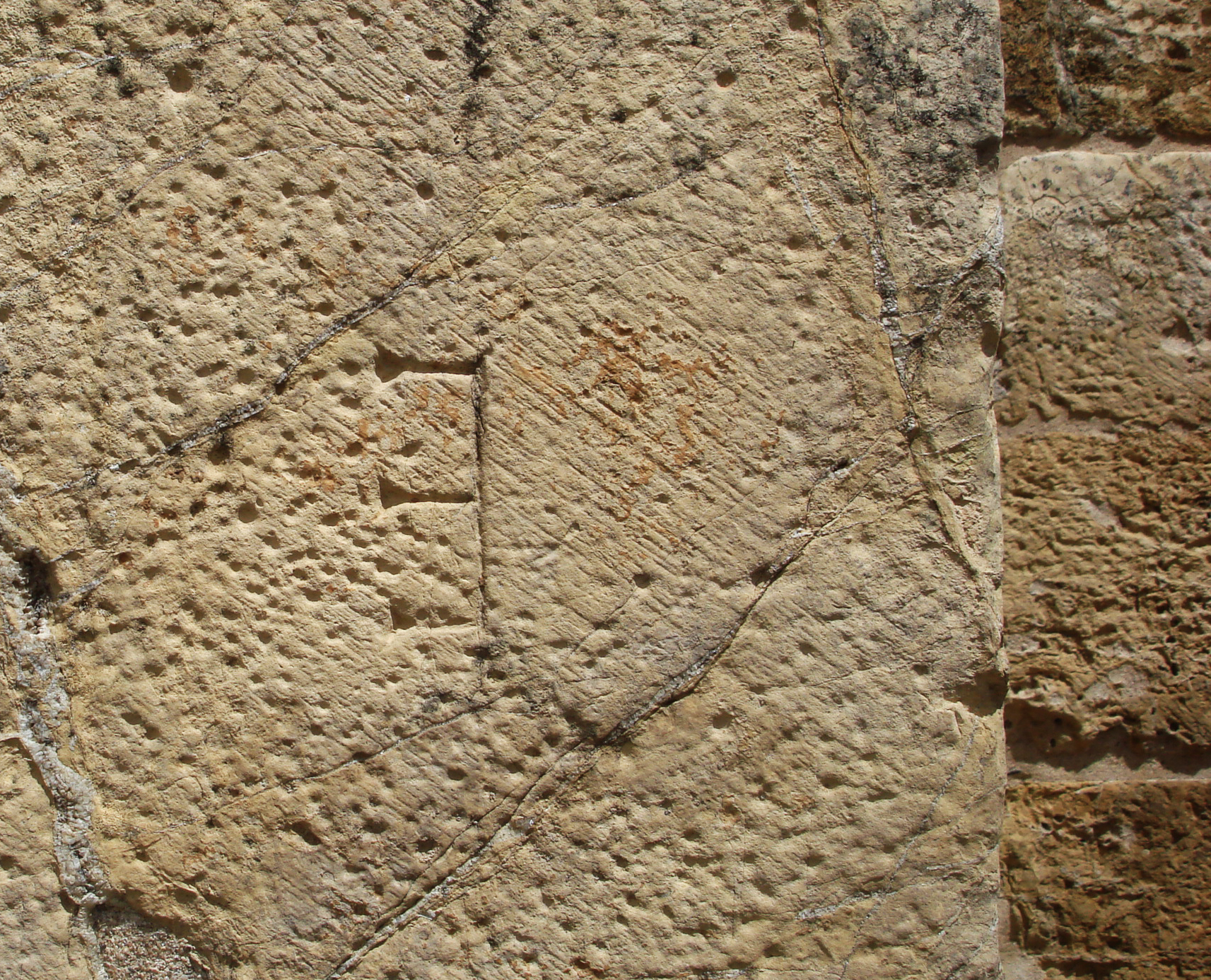
Značka z katedrály Coimbra, Portugalsko, 12. století.
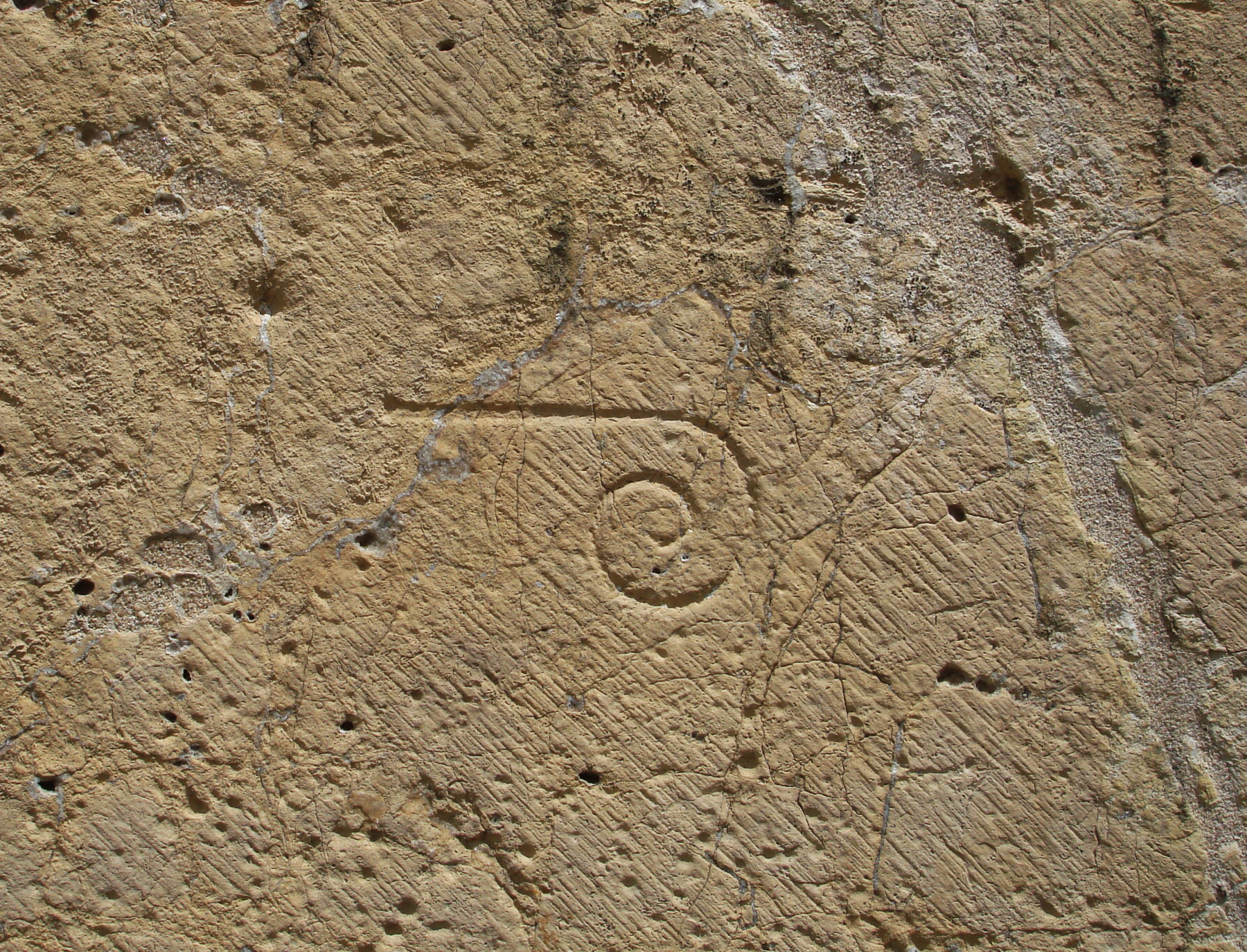
Značka z katedrály Coimbra, Portugalsko, 12. století.
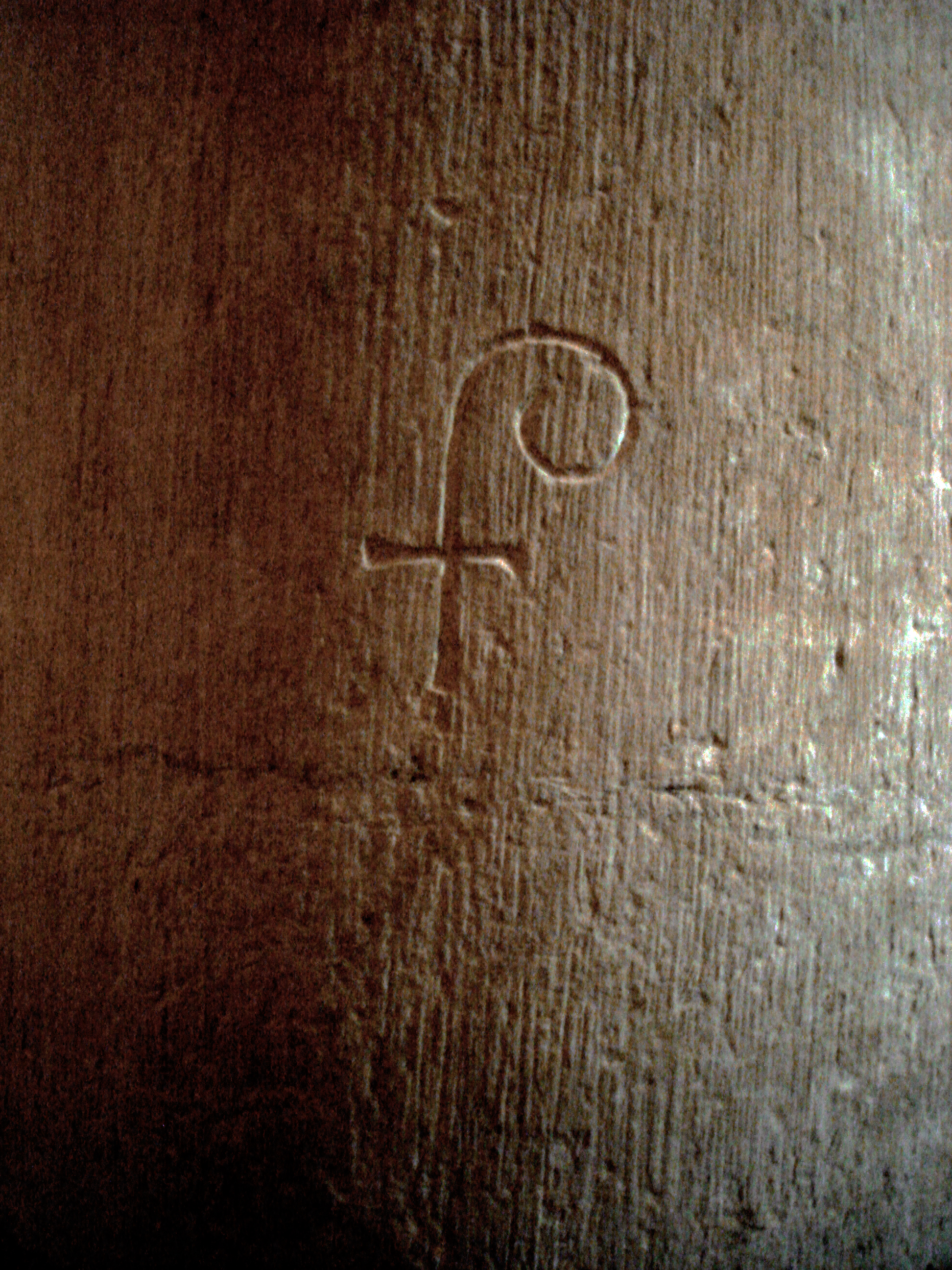
Značka z katedrály Coimbra, Portugalsko, 12. století.